# Rhaphuma timorica
Rhaphuma timorica es una especie de insecto coleóptero de la familia Cerambycidae. La especie es endémica de la isla de Timor.
Mide unos 7,2 mm, estando activos los adultos en enero y febrero.